# Hans Joachim Moebis
Hans Joachim Moebis (* 19. Juni 1908 in Hamburg; † 6. oder 7. Februar 1935 in Berlin) war ein deutscher Schauspieler.

## Leben und Wirken
Moebis, ein Sohn des Prokuristen Johannes Moebis und seiner Gattin Hertha, geb. Hirschfeld, begann seine Laufbahn als Bühnenschauspieler und trat seit 1929 an der Volksbühne Berlin auf. In G. W. Pabsts Westfront 1918 gab er sein Filmdebüt in einer bedeutenden Rolle als an die Front einberufener Student. Bereits nach drei Filmen war seine Karriere beendet. 1933 erhielt er vermutlich Auftrittsverbot, da er nach NS-Definition als „Halbjude“ galt. Am 7. Februar 1935 wurde Moebis tot aufgefunden.

## Filmografie
- 1930: Westfront 1918
- 1931: Der Mann, der den Mord beging
- 1931: Yorck